# جيمس ميارا
جيمس ميارا (بالإنجليزية: James Meara)‏ هو لاعب كرة قدم بريطاني في مركز الوسط، ولد في 7 أكتوبر 1972 في هامرسميث في المملكة المتحدة. لعب مع نادي دونكاستر روفرز.